# Rhopalogaster niphardis
Rhopalogaster niphardis là một loài ruồi trong họ Asilidae. Rhopalogaster niphardis được Hermann miêu tả năm 1912. Loài này phân bố ở vùng Tân nhiệt đới.